# イン・ジ・イースト
『イン・ジ・イースト』（Priest in the East、ワールドワイド盤のタイトルはUnleashed in the East）は、ジューダス・プリーストが1979年に発表した、バンド史上初のライブ・アルバム。

## 解説
ジューダス・プリーストは1979年に2度目の日本公演を行い、そのうち東京公演の演奏がライヴ・レコーディングされた。ただし、ロブ・ハルフォードは滞在していたホテルの空調が原因で喉の調子が悪かったため、ヴォーカル・パートの一部は後に録り直された。ミキシングは、リンゴ・スターが所有するスタートリング・スタジオで行われた。過去5枚のスタジオ・アルバムのうち、デビュー作『ロッカ・ローラ』を除く4作から選曲されている。アメリカでは、バンドにとって初となる全米トップ100入りを果たした。
日本での初回盤は、9曲入りのLPレコードと4曲入りのEPの2枚組仕様で発売された。2001年のリマスター以降は、日本盤EP収録曲も加えた13曲入りのフォーマットが世界共通となっており、日本盤CDの英語タイトルも『Unleashed in the East』となっている。

## 収録曲
1. エキサイター - Exciter (Rob Halford, Glenn Tipton) - 5:38
2. ランニング・ワイルド - Running Wild (G. Tipton) - 2:53
3. 罪業人 - Sinner (R. Halford, G. Tipton) - 7:31
4. 切り裂きジャック - The Ripper (G. Tipton) - 2:44
5. グリーン・マナリシ - The Green Manalishi (With The Two Pronged Crown) (Peter Green) - 3:16
6. ダイヤモンズ・アンド・ラスト - Diamonds & Rust (Joan Baez) - 3:30
7. 生贄 - Victim of Changes (Al Atkins, R. Halford, K.K. Downing, G. Tipton) - 7:12
8. 虐殺 - Genocide (R. Halford, K.K. Downing, G. Tipton) - 7:19
9. 独裁者 - Tyrant (R. Halford, G. Tipton) - 4:32
下記4曲は日本盤EP収録曲。2001年のリマスターに伴い、インターナショナル盤のボーナス・トラックとして追加収録された。
10. ロック・フォーエヴァー - Rock Forever (R. Halford, K.K. Downing, G. Tipton) - 3:27
11. ユダへの貢物 - Delivering the Goods (R. Halford, K.K. Downing, G. Tipton) - 4:07
12. 殺戮の聖典 - Hell Bent for Leather (G. Tipton) - 2:40
13. スターブレイカー - Starbreaker (R. Halford, K.K. Downing, G. Tipton) - 6:00

## クレジット
JUDAS PRIEST
- Rob Halford - Lead Vocals
- K.K. Downing - Lead Guitars
- Glen Tipton - Lead Guitars
- Ian Hill - Bass
- Less Binks - Drums

Stuff
- Produced by Tom Alom & Judas Priest
- Engineer - Neil Kernon
- Recording Engineer - Yoshihiro Suzuki
- Mixed at Startling Studios (Ascot, England)
- Photograph - Fin Costello
- Special Thanks - Joe Morita, Masa Ito, Universal Oriented Promotion, Epic/Sony